# Alfonso Calderón
Alfonso Sergio Calderón Squadritto (San Fernando, 21 de noviembre de 1930-Santiago, 8 de agosto de 2009) fue un poeta, novelista, ensayista y crítico, Premio Nacional de Literatura de Chile 1998.

## Biografía
Estudió en los liceos de Los Ángeles, de Temuco y en el Internado Nacional Barros Arana, y se diplomó en el Instituto Pedagógico de la Universidad de Chile en 1952.
Después de desempeñarse como profesor de castellano en el Liceo de Hombres de La Serena (1952-1964), regresó a Santiago para enseñar en el Instituto de Literatura Chilena de su alma máter; fue también profesor de redacción en la Escuela de Periodismo de esa universidad, director de la Escuela de Periodismo de la Católica, profesor de expresión escrita en la Andrés Bello; de literatura en la Academia Diplomática del mismo nombre y de redacción en la Chile y en la Miguel de Cervantes.
Debutó en la literatura en 1949 con el poemario Primer consejo a los arcángeles del viento, y como crítico en diarios y revistas en 1952. En 1953 asume la presidencia del recién fundado Círculo Literario Carlos Mondaca Cortés de La Serena, una de las instituciones culturales más antiguas de Chile. Sus comentarios de libros aparecieron primero en los periódicos El Serenense y El Día, de esa ciudad; colaboró con la revista Ercilla, participó en el proyecto de la Editora Nacional Quimantú (1971) y fue director de la revista Mapocho.
En 1974, durante la dictadura de Augusto Pinochet, renunció a la docencia universitaria por la intervención militar en los establecimientos de educación superior.
Miembro de número de la Academia Chilena de la Lengua desde el año 1981. En 1993 fue nombrado director del Centro de Investigaciones Diego Barros Arana de la Biblioteca Nacional.
Sus hijas Teresa Calderón y Lila Calderón son poetisas. Su hija Cecilia Calderón González es profesora de Lenguaje y Comunicación y autora de múltiples textos escolares.
Falleció el 8 de agosto de 2009, de un infarto de miocardio. Fue incinerado según su deseo.

## Premios
- Premio Municipal de Literatura de Santiago 1979 por Poemas para clavecín
- Premio Alejandro Silva de la Fuente 1980, por su destacada labor periodística
- Premio Municipal de Literatura de Santiago 1997 por Una bujía a pleno sol
- Premio Nacional de Literatura de Chile 1998
- Premio Municipal de Literatura de Santiago 2010, categoría Ensayo, por El vicio de escribir[2]

## Obras
- Primer consejo a los arcángeles del viento, 1949
- El país jubiloso, 1958
- La tempestad, 1961
- Los cielos interiores, 1962
- Antología de fábulas, 1964
- Grandes cuentos humorísticos, 1966
- El cuento chileno actual: 1950-1967, 1969
- Toca esa rumba don Azpiazú, 1970
- Antología de la poesía chilena contemporánea, 1970
- Cuando Chile cumplió 100 años, Quimantú, Santiago, 1973; descargable legalmente desde el portal Memoria Chilena
- Isla de los bienaventurados, Editorial Nascimento, Santiago, 1977; descargable legalmente desde el portal Memoria Chilena
- Poemas para clavecín, 1979
- 1900, 1980
- Música de cámara, 1981
- Memorial del viejo Santiago, 1984
- Una invisible comparsa, notas de viaje; editorial La Noria, Santiago, 1987; descargable legalmente desde el portal Memoria Chilena
- Máscaras sobre máscaras, diarios 1991-1992; Ediciones Nemo, Santiago, 1993; descargable legalmente desde el portal Memoria Chilena
- El vuelo de la mariposa saturnina, diarios 1964-1980; Ediciones Nemo / Red Internacional del Libro, Santiago, 1994
- La valija de Rimbaud, diarios 1939-1951; Ediciones Nemo / Red Internacional del Libro, Santiago, 1995
- Cayó una estrella, diarios 1952-1963; Red Internacional del Libro, Santiago, 1996
- El olivo viejo que lloraba, diarios 1975-1986; RIL Editores, Santiago, 1997
- Una bujía a pleno sol, 1997
- Testigos de nada, 1997
- Alone: el vicio impune, 1997
- Martín Cerda: palabras sobre palabras sol, 1997
- Diccionario de voces desautorizadas, 1997
- Ángeles de una sola línea, 1998
- Benjamin Subercaseaux: noticias del ser chileno, 1998
- Árbol de gestos, 1998
- Toca madera, 1998
- Poemas griegos, 1999
- Santa María de los Ángeles, 2000
- Cuaderno de Chiloé, 2001
- Cuaderno de la Serena, 2001
- Regreso a Santa María de los Ángeles, 2001
- Cuaderno de Punta Arenas, 2001
- La mirada del espejo, 2001
- Memorial de Valparaíso, 2001
- A memorial to Valparaíso, 2005
- Memorial de Santiago, 2004
- Memorial de la Estación Mapocho, RIL Editores, Santiago, 2005
- Traje de arlequín, diarios 1993-1995; RIL Editores, Santiago, 2002; descargable legalmente desde el portal Memoria Chilena
- Diario de Bégica, 1983-1987, 2003
- Palimpsesto. Retorno a Sicilia, 2005
- El misionero involuntario, diarios 1996-1999; 2007
- Ventura y desventura de Eduardo Molina, 2008
- Oficina de mujeres extraviadas, 2009
- El vicio de escribir, Catalonia, 2009, recopilación de crónicas, a cargo de su nieta Lila Díaz; prólogo de la filósofa Carla Cordua
- El mirlo burlón, diarios 2000-2002; RIL Editores, 2010[3]
- Diario de Valparaíso, selección y notas de Ernesto Guajardo; RIL Editores, Santiago, 2013
- A merced del visitante, Italia notas de viaje, Ediciones Universitarias de Valparaíso, Universidad Católica de Valparaíso, 2013
- Antología Poética de Alfonso Calderón, selección y notas de Gustavo Barrera, Editorial Universitaria, Santiago, 2013